# توپان
توپان (به ژاپنی: 凸版印刷株式会社) شرکت انتشاراتی ژاپنی است، که در زمینه چاپ و انتشار کتاب، مجلات، فرهنگ لغت و کتاب‌های درسی، بسته‌بندی، قالب‌سازی و تولید کاغذ دیواری و پوستر، همچنین تولید انواع کارت‌های اعتباری و کارت‌های هوشمند، نیم‌رساناها، فیبر مدار چاپی، برچسب‌ها، شیشه‌های ضد انعکاس و سلول‌های خورشیدی فعالیت می‌کند.
شرکت توپان در سال ۱۹۰۰ تأسیس شد و هم‌اکنون دارای ۱۶۹ شرکت تابعه و زیرمجموعه می‌باشد. دفتر مرکزی این شرکت در شهر چیودا، توکیو، ژاپن قرار دارد و بخشی از سهام آن در بازار بورس توکیو معامله می‌شود.